# عزلة بني جبر (عمران)

تعديل مصدري - تعديل

عزلة بني جبر هي إحدى عزل مديرية ذيبين في محافظة عمران اليمنية ويبلغ تعداد سكانها 13114 نسمة حسب التعداد السكاني في اليمن لعام 2004.